# Salix excelsa
Salix excelsa — вид квіткових рослин із родини вербових (Salicaceae).

## Морфологічна характеристика
Це дерево до 30 метрів заввишки. Молоді гілки голі або рідко запушені, стають голими, коричневими або жовтуватими. Листки на голих ніжках 2–4 мм; листкова пластина спочатку білувато-срібляста, стає голою, широко-еліптична, 5–8.5 × 1.3–2 см, кінчик коротко загострений, залозисто зазубрений по краю, голий або волосистий біля середньої жилки з обох боків або волосистий знизу. Чоловічі сережки 3–4.5 см завдовжки; пиляки жовті. Жіночі сережки 1.5–3 см. Коробочка 5–7 мм завдовжки.

## Середовище проживання
Афганістан, Іран, Казахстан, Північний Кавказ, Пакистан, Таджикистан, Південний Кавказ, Туркменістан, Узбекистан. Населяє береги річок.